# Allium egorovae
Allium egorovae — вид трав'янистих рослин родини амарилісові (Amaryllidaceae), поширений у південній Вірменії, північно-західному Ірані.

## Опис
Цибулина круглої або яйцеподібної форми, 2–3 см в діаметрі. Стеблина пряма або вигнута, завдовжки 7–20 см. Листків 3(4), 0.8–3 см завширшки, (вузько) ланцетні, вигнуті, верхівка загострена, поля дуже незначно хвилясті. Зонтик півсферичний, діаметром 4–5 см, багатоквітковий. Оцвітина від білястого до рожевого забарвлення; листочки оцвітини рівні, завдовжки (0.6)0.8–0.9 см, (ланцетно-) лінійні, верхівка тупа, закруглена або зубчаста, часто форми капюшона; серединна жилка листочків оцвітини виразна, пурпурно-фіолетова. Пиляки пурпурно-фіолетові. Зонтик у час плодоношення сферичний (рідко напівсферичний), діаметром 4–5 см. Коробочка грушоподібна, заввишки 0.5–0.6 см. Насіння 1–2.5 × 1.5–3 мм, чорне.
Час цвітіння: травень. Час плодоношення: травень і червень.

## Поширення
Поширений у південній Вірменії, північно-західному Ірані.
Населяє кам'янисті схили, осипи. Субальпійський пояс.